# Vara (Suécia)
Vara é uma cidade da província da Västergötland, na região de Gotalândia, no sul da Suécia. É o centro comercial da região agrícola da planície de Vara (Varaslätten).
É a sede da comuna de Vara, pertencente ao condado da Västra Götaland.
Possui 3,31 quilômetros quadrados e segundo censo de 2021, havia 4 426 residentes. 

## Economia
A cidade está inserida numa região agrícola e as pequenas e médias empresas existentes estão ligadas à atividade agrícola.
Desde 1985 que é celebrado anualmente o Dia dos Morangos (em sueco: Jordgubbens dag), sendo então eleita uma Miss Morango (Miss Jordgubbe). 